# شیرمحمدی (مرودشت)
شیرمحمدی، روستایی از توابع بخش کامفیروز شهرستان مرودشت در استان فارس ایران است.

## جمعیت
این روستا در دهستان خرم مکان قرار دارد و براساس سرشماری مرکز آمار ایران در سال ۱۳۸۵، جمعیت آن ۷۶۹ نفر (۱۵۲خانوار) بوده‌است.